# Emile de Béco
Henri Marie Emile de Béco (Chokier, 22 juli 1843 - Ukkel, 2 september 1928) was een Belgisch politicus voor de Katholieke Partij.

## Levensloop
Hij was een zoon van Jean-Toussaint Beco en van Henriette Crousse. Hij trouwde met Laure Huet en ze kregen zes kinderen.
De Béco was gouverneur van Brabant van 1906 tot 1928, tijdelijk onderbroken tijdens de Eerste Wereldoorlog.
Hij was verder ook:
- voorzitter van de Hoge Raad voor de openbare hygiëne;
- voorzitter van de Centrale commissie voor de statistiek;
- voorzitter van de provinciale commissie voor de Koninklijke Commissie monumenten en landschappen.

In 1924 werd hij opgenomen in de erfelijke adel met de titel van baron, overdraagbaar bij eerstgeboorte.
In de Brusselse gemeente Elsene werd een straat naar hem genoemd.